# Bondage (album)
Bondage è il quinto album discografico della cantante giapponese Nana Kitade, pubblicato l'11 marzo 2009.

## Versioni
L'album è uscito in una doppia versione: una contenente solo il CD, l'altra contenente un DVD che racconta il concerto della Kitade in Germania e i videoclip di quattro canzoni.

## Tracce
1. Kaihou
2. ファムファタール
3. tsukihana (月華-tsukihana-)
4. アントワネットブルー
5. DEATH SHOWCASE
6. Ether
7. Under Babydoll
8. Lamia ~VIVACE Ver.~
9. PUNK&BABYs
10. She Bop ~Bondage Ver.~
11. SUICIDES LOVE STORY
12. My Dear Maria.